# 新宿東宝ビル
新宿東宝ビル（しんじゅくとうほうビル、英: SHINJUKU TOHO BLDG.）は、東京都新宿区歌舞伎町1丁目の新宿コマ劇場および新宿東宝会館（新宿プラザ劇場）の跡地に、東宝が建設した複合インテリジェントビル。低層部にはキーテナントとして「TOHOシネマズ新宿」が入居している。8階に設置された実物大のゴジラヘッドが特徴で、歌舞伎町のランドマークとなっている。2015年4月17日に開業した。

## 概要
2008年末、業績悪化と建物の老朽化を理由に、新宿コマ劇場および隣接する新宿東宝会館が閉館。2011年3月に解体工事が開始された。それから4か月後の同年7月、東宝はこの地に「新宿東宝ビル」を建設すると発表した。
発注者である東宝と事業提案から設計・施工までを手掛けた竹中工務店は、事業性と集客効果の両立を目指してあらゆる用途の施設を検討し、低層部では大型物販施設も候補に挙がり、地元からは「コマ劇場の跡地には、やはり劇場を」との声も根強かった。しかし東宝は、事業性を踏まえると貸し劇場は厳しく、客離れで一度は歌舞伎町から消えた映画館にも不安があったが、東宝グループが得意とするシネマコンプレックスでチャレンジしようとの判断に至り、低層部にシネコンを設置することを決定した。
高層部のテナントは早い段階でホテルが入ることが決定し、藤田観光が近年、新ブランドとして運営するホテルグレイスリーが入居することとなった。
新宿東宝ビルは、地上30階地下1階建てで、延床面積は54,735.31m2。地下階に駐車場・駐輪場を設置し、1 - 2階に物販・飲食店舗・遊技場、3 - 6階をTOHOシネマズが運営するシネマコンプレックス「TOHOシネマズ新宿」、8 - 30階にホテルグレイスリー新宿が入居し、2015年4月17日に開業した（ホテルの開業は同月24日）。総事業費は約232億円。
実物大のゴジラヘッドがホテルロビーのある8階に設置され、ランドマークとなっているほか、低層部の外装はコマ劇場の歴史性を継承してほしいとの地元の声に応えて、劇場の幕をモチーフに採りデザインされている。またホテルのある高層部は1枚のモノリスを立てたイメージで、客室の明滅する明かりをスクリーンのピクセルのように抽象化させることを意図した。最上階にはゴジラをテーマとしたゴジラルームがあるほか、8階にはゴジラシリーズの撮影で用いられたスーツやジオラマなども展示している。

## 主な入居テナント
- TOHOシネマズ新宿（後節参照）
- ホテルグレイスリー新宿（2015年4月24日開業）
- 築地銀だこ新宿東宝ビル店
- リンガーハット新宿東宝ビル店
- マルハン新宿東宝ビル店（2015年4月24日開業）
- セブン-イレブン新宿東宝ビル店
- 大阪王将新宿東宝ビル店
- 串家物語新宿東宝ビル店
- Zepp Shinjuku（2023年4月17日開業）

## TOHOシネマズ新宿
TOHOシネマズ新宿（とうほうシネマズ しんじゅく、TOHO CINEMAS Shinjuku）は、東京都新宿区歌舞伎町1丁目の新宿東宝ビル内にある映画館。経営・運営はTOHOシネマズ株式会社。
新宿ピカデリー・新宿バルト9と並ぶ新宿のシネマコンプレックスであり、席数・スクリーン数は新宿エリア最大である。2015年4月17日に開業した。

### スクリーン
総座席数は2,323席（車椅子席24席）
下層（3~4階）にスクリーン1~6、上層（5~6階）にスクリーン7~12を擁する。
| No. | 座席数 | 座席数 | 座席数 | 座席数 | 座席数 | Size(m) | Size(m) | 音響              | 設備／備考   |
| No. | 通常   | FRS    | PBS    | PLS    | 車椅子 | 縦      | 横      | 音響              | 設備／備考   |
| --- | ------ | ------ | ------ | ------ | ------ | ------- | ------- | ----------------- | ------------ |
| 1   | 86     |        |        |        | 2      | 3.2     | 7.6     | 5.1ch             |              |
| 2   | 108    |        |        |        | 2      | 5.3     | 12.6    | 5.1ch             | MX4D         |
| 3   | 128    |        |        |        | 2      | 4.5     | 10.8    | 5.1ch             |              |
| 4   | 192    |        | 8      |        | 2      | 5.2     | 12.6    | 5.1ch             |              |
| 5   | 184    |        |        |        | 2      | 4.0     | 9.6     | 5.1ch             |              |
| 6   | 117    |        |        |        | 2      | 4.6     | 11.0    | 5.1ch             |              |
| 7   | 387    |        | 20     |        | 2      | 7.3     | 17.7    | 5.1ch             |              |
| 8   | 88     |        |        |        | 2      | 3.2     | 7.6     | 5.1ch             |              |
| 9   | 452    | 15     | 18     | 14     | 2      | 8.0     | 19.2    | ドルビーアトモス1 | TCX          |
| 10  | 311    |        |        |        | 2      | 非公表  | 非公表  | 12ch              | IMAXレーザー |
| 11  | 122    |        |        |        | 2      | 3.9     | 9.5     | 5.1ch             |              |
| 12  | 73     |        |        |        | 2      | 2.8     | 6.6     | 5.1ch             |              |

^1 ドルビーアトモスでの上映は対応作品のみ。対応作品以外はデジタル5.1ch。
- PLS：プレミアラグジュアリーシート（電動リクライニングシート完備の最上級シート、追加料金3000円）
- PBS：プレミアボックスシート（革製シート擁する上級シート、追加料金1000円）
- FRS：フロントリクライニングシート（スクリーン最前列に完備のリクライニングシート、追加料金なし）
- スクリーン10を除く全てのスクリーンにスピーカーシステム「ヴィヴ・オーディオ」採用

## トー横キッズ
2018年頃から未成年などの若者が会う際の待ち合わせ場所として、SNSで新宿東宝ビル・TOHOシネマズ新宿の横の意味で「トー横」の語が使われるようになった。「トー横」はビル周辺やその西側のテニスコート6面分ほどの約1200平方メートルの広場がエリアとされた。
その後、家庭や学校に居場所がない未成年者を含めた若者が自然発生的に集うようになったとされる。ここに集う若者は「トー横キッズ」と呼ばれ、犯罪被害に遭う危険もあることから、警察などが対策に乗り出している。

## ギャラリー

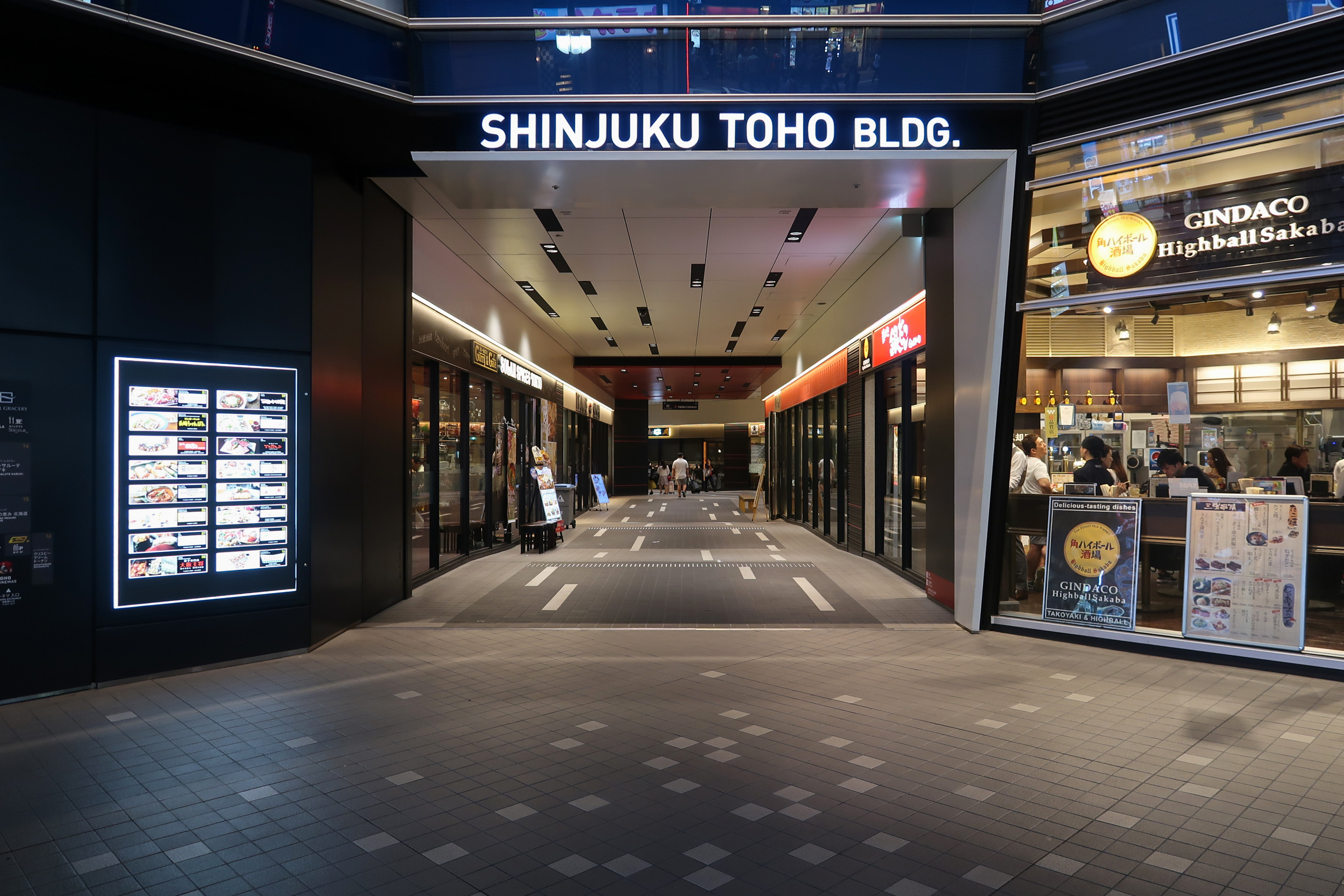
ビル入口（2018年）
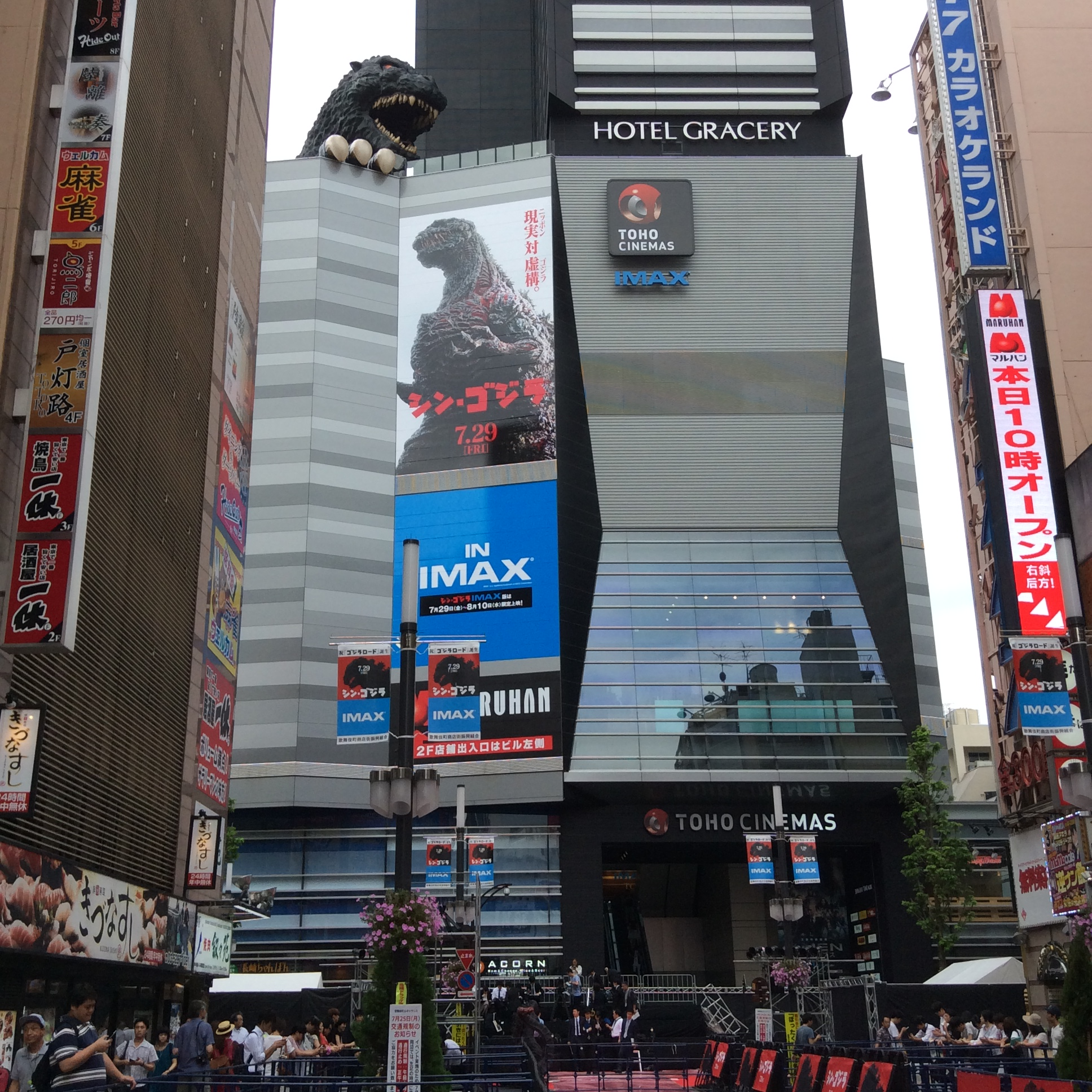
新宿東宝ビル南面（2016年7月25日撮影）
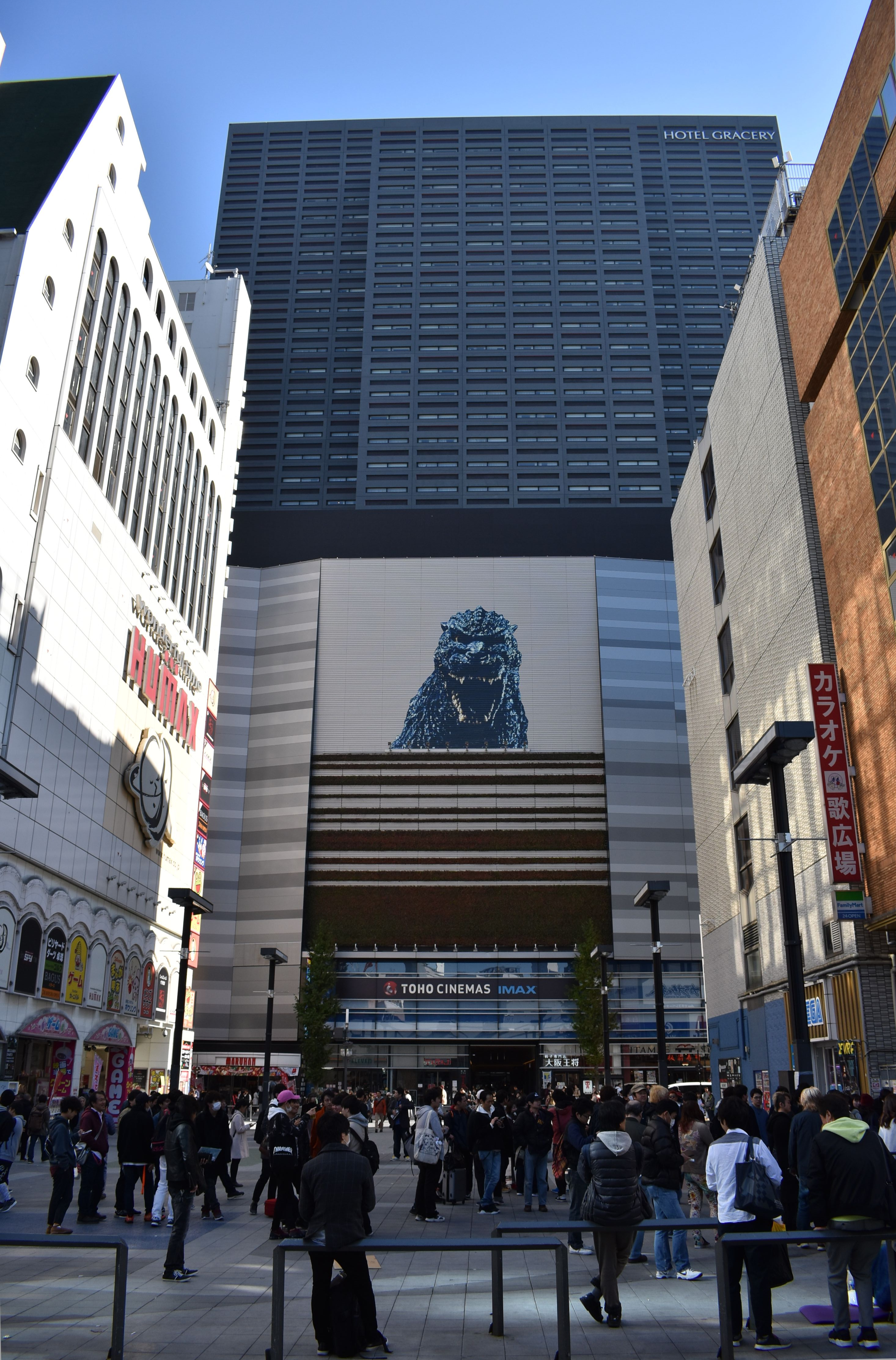
同左、西面（2018年11月25日撮影）
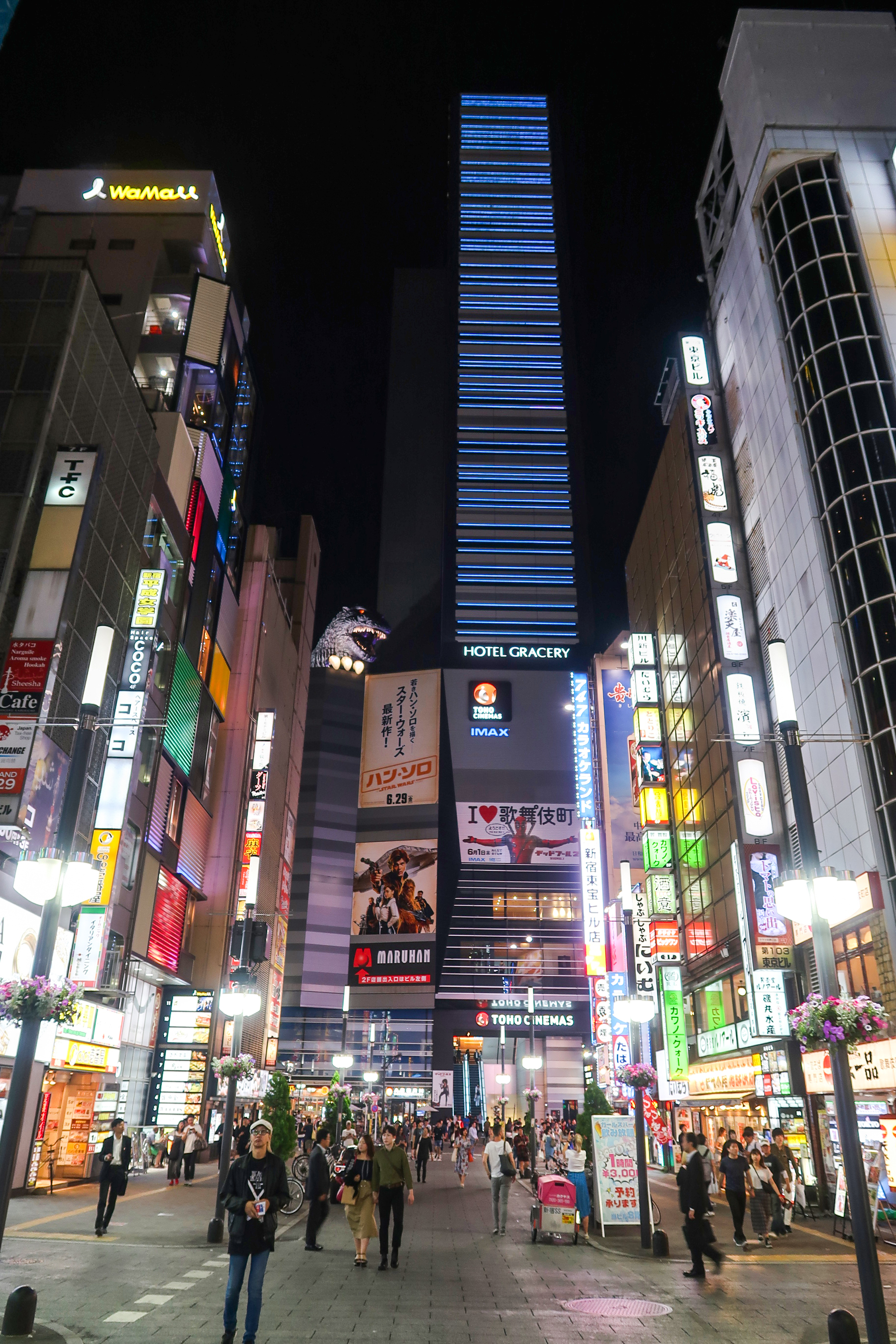
ホテルグレイスリー新宿（2018年）
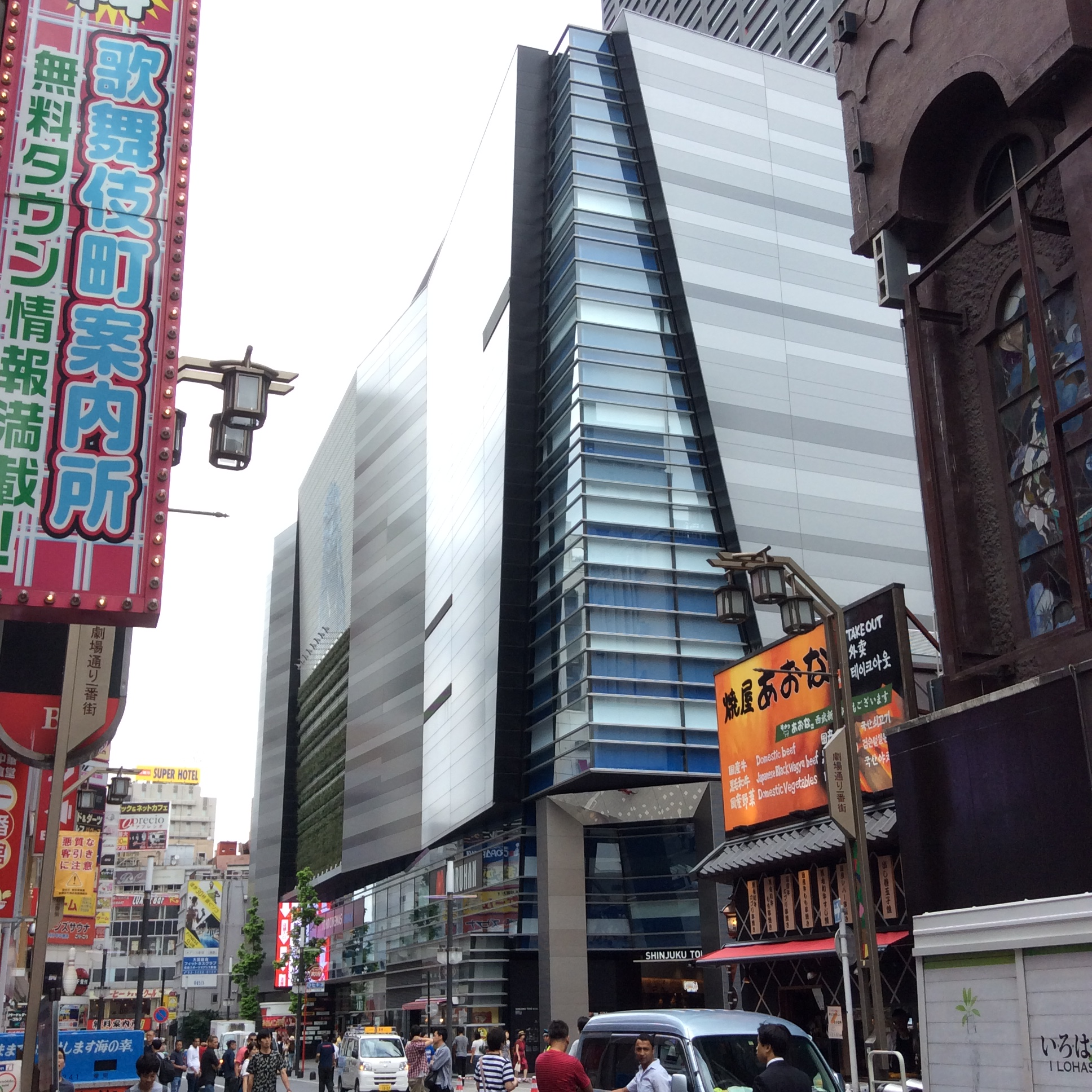
TOHOシネマズ新宿（2016年7月25日撮影）
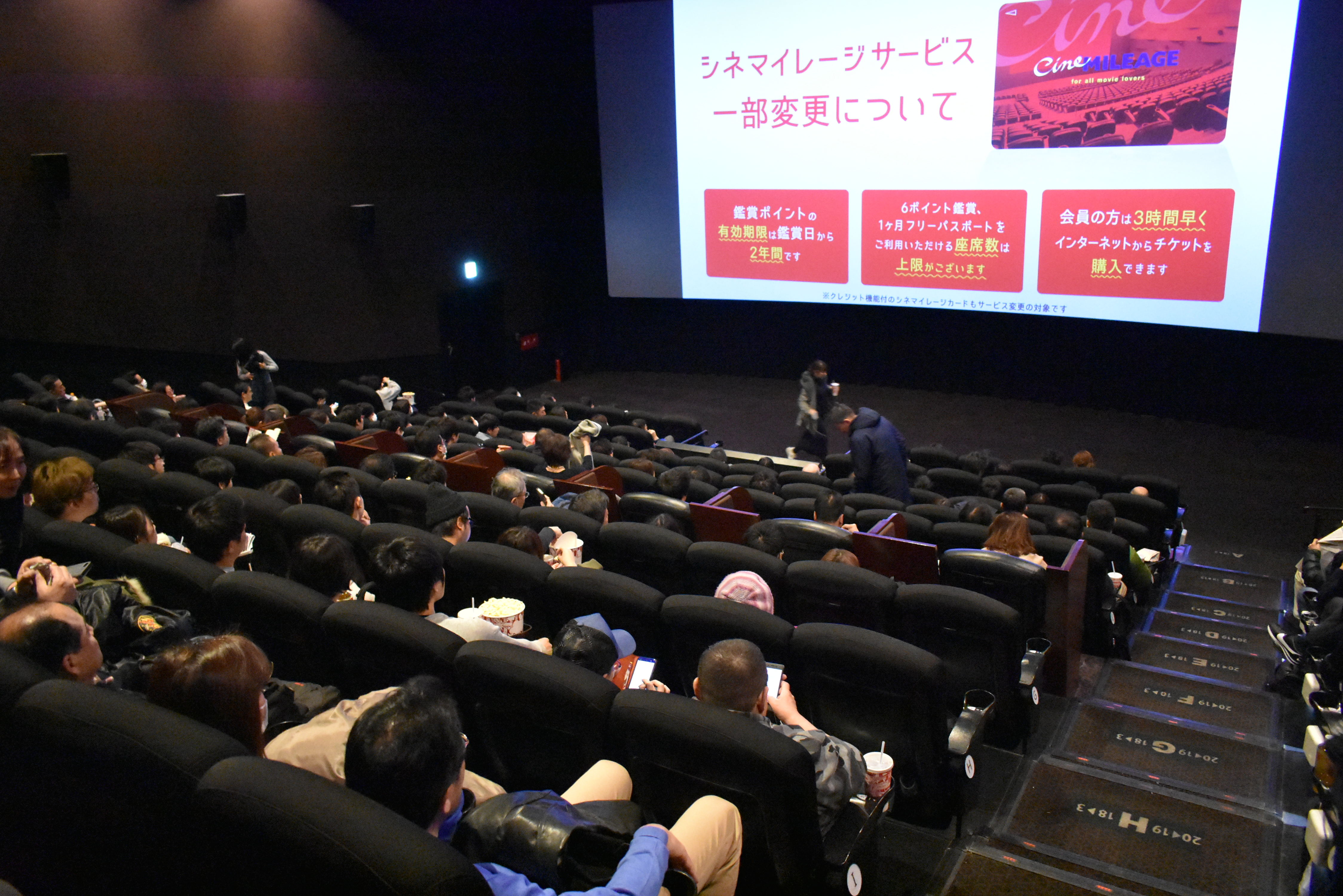
TOHOシネマズ新宿 SCREEN4（2019年2月3日撮影）